# Строгий выговор (фильм)
«Строгий выговор» — короткометражный фильм выпускника ВГИКа Сергея Целикова. Премьера фильма состоялась на фестивале короткого метра Берегиня. В основу сценария легла автобиографическая история, произошедшая с режиссёром, когда он был курсантом Ростовского Института водного транспорта им. Седова.

## Сюжет
Саша Цаплин (Цапля) — первокурсник Морской академии. Учебные дни курсантов проходят в рутине утренних построений, мойки полов и занятий, от которой спасают лишь мечты о дальних плаваниях. Очередной день заканчивается приездом матери Саши, которая привозит сыну торт: у Саши сегодня день рождения. Об этом узнают другие курсанты и подначивают Цаплю купить на всех алкоголь. Главный герой соглашается.
Вечером друзья выпивают в честь именинника, но купленного пива ребятам не хватает. Местный заводила Мороз (Морозов) предлагает устроить ещё одну вылазку в магазин, но за окном ночь, и экипаж (как называют курсанты общежитие) уже закрыт. Товарищи ищут выход из сложившейся ситуации. Морозов предлагает спуститься по пожарному рукаву с пятого этажа. Компанию Морозу соглашается составить его друзья Лоб (Лобанов) и Пряник (Пряников).
Лоб и Мороз спускаются в ларёк, Пряник остаётся «на вахте». Всё идёт по плану, пока ребята не возвращаются в кубрик. Стоящий «на стреме» предупреждает, что проснулся дежурный. Беглецы прячут алкоголь, но не успевают смотать шланг, как дежурный входит в комнату. Остальные курсанты притворяются спящими, а трём друзьям выносят строгий выговор и требуют написать рапорт на имя начальника. Над Морозом и Лбом, каждый из которых уже имеет по два выговора, нависает угроза отчисления. Саша Цаплин решает помочь друзьям.
На следующее утро Саша отправляется к начальнику Академии и берёт вину за проступок на себя. Командир предупреждает его о серьёзных последствиях, что практика на греческом судне, о которой мечтал Цаплин оказывается под угрозой. Но Саша не отказывается от своих слов.
Командир исполняет данное им слово и Саша остаётся на практике в родном городе. Узнав об этом, Мороз и Лоб пишут рапорт и так же просят заменить для них загранплавание на работу на буксире в родном порту, чтобы составить компанию Саше.

## Награды и номинации
- Берегиня (Архангельск) 2016 — лучший игровой фильм — победа
- Волоколамский рубеж (Волоколамск) 2016[2]
- Красноярский международный фестиваль (Красноярск) 2016[3]
- Защитники отечества (Казань) 2017 — лучший игровой фильм — победа
- Все свои (Москва) 2017 — лучшая мужская роль, приз зрительских симпатий — победа
- Московский Международный Кинофестиваль 2017 — участие в Российской программе[4]
- Bridge of Arts (Ростов-на-Дону) 2017[5]
- Святая Анна (Москва) 2017[6]
- Море зовет (Санкт-Петербург) 2017[7]
- Новый горизонт (Воронеж) 2017[8]
- Мое отечество (Череповец) 2017[9]
- Человек, познающий мир (Симферополь) 2017[10]
- Начало (Санкт-Петербург) 2017[11]
- Северный характер (Мурманск) 2017[12]
- Redline International Film Festival (Канада) 2018- лучший игровой короткометражный фильм-победа[13]
- TMFF - The Monthly Film Festival (Англия) март 2018 - фильм месяца, режиссер месяца, актер месяца - победа[14]
- TMFF - The Monthly Film Festival (Англия) - фильм года - победа[15]
- Oregon Cinema Arts Film Festival (США) 2018[16]
- Green Valley International Film Festival (Турция) 2018
- Rushes National Film Festival (Индия) 2018[17]
- GEA Film Fest (Польша) 2018[18]
- Salón Internacional de La Luz (Колумбия) 2018[19]
- Short Stop International Film Festival (Румыния) 2018[20]

## Съёмочная группа
- Сергей Целиков — режиссёр, сценарист, продюсер.
- Сергей Пчелинцев — оператор постановщик
- Ольга Бондарева — художник постановщик
- Василий Филатов — композитор

## Факты о фильме
- Сергей Целиков ушел с 5 курса Морской академии во ВГИК, в Мастерскую Вадима Абдрашитова.
- Съемки фильма проходили в Ростове-на-Дону, в стенах Института водного транспорта им. Седова, где учился режиссер до поступления во ВГИК. В основу картины легла реальная история из жизни Сергея Целикова. За неделю до начала съемок и во время всего съемочного процесса актеры жили в экипаже (общежитии) Морской академии, где они проходили занятия по строевой подготовке и вставали на физ.зарядку вместе с реальными курсантами.[21]
- Роль командира исполнил бывший военный офицер — Юрий Анатольевич Фомин, который занимал этот пост во время обучения режиссёра в ростовской Морской академии.
- Фильм снимался на чёрно-белую киноплёнку. По причине ограниченного метража, все кадры, в которых ребята обсуждают, как они расскажут о случившемся родителям, были сняты с первого дубля.
- Сцена спуска героев из окна 5-го этажа снималась с реальными актёрами, которые спускались вниз на страховке.[22]
- Из-за того, что фильм делался за счет собственных средств режиссера, постпродакшн занял 3 года.